# 앨리슨 펠릭스
앨리슨 미셸 펠릭스(영어: Allyson Michelle Felix, 1985년 11월 18일 ~ )는 미국의 육상 선수로 주 종목은 단거리 달리기로 100m, 200m, 400m에서 활동 중이다.
200m에서 그녀는 2012년 런던 올림픽 금메달리스트, 3회의 세계 챔피언(2005 ~ 09)이자 2회의 하계 올림픽 은메달리스트(2004 ~ 08)이다.  400m에서 그녀는 2015년 세계 육상 선수권 대회와 2016년 리우데자네이루 올림픽 은메달리스트이다.  그녀는 미국의 여성 릴레이 팀들의 멤버로서 5개의 추가적 올림픽 금메달을 획득하였는 데 4x400m 계주에서 3회(2008 ~ 16)와 4x100m 계주에서 2회(2012 ~ 16)의 우승을 거두었다.  2012년 올림픽 4x100m 계주 팀은 또한 세계 기록을 깨기도 하였다.  6회의 올림픽 금메달리스트인 펠릭스는 6개의 올림픽 금메달을 획득하는 데 단 하나의 여성 육상 선수이며 총 9개의 메달과 함께 육상 역사상 가장 장식된 여성 올림픽 선수로서 멀린 오티와 함께 동점을 매겼다.
2012년부터 펠릭스의 200m 최고 기록 21.69초는 사상 명단에 그녀를 6위에 놓였다.  2013년 그녀는 드물게 경쟁에 나간 150m 거리를 16.36초로 달려 세계 최고 기록을 깼다.  2015년 세계 육상 선수권 대회에서 그녀는 4x400m 계주에서 미국 여성에 의하여 기록된 47.72초와 함께 야르밀라 크라토츠빌로바와 마리타 코흐에 이어 가장 빠른 분배를 달렸다.
그녀는 미국 육상 협회로부터 올해의 육상 선수로서 4회의 제시 오언스 상(2005, 2007, 2010, 2012)을 수상하였다.

## 어린 시절
캘리포니아주에서 태어나 자라온 펠릭스는 독실한 기독교 신자로 샌타클래리타 밸리에 있는 마스터스 신학교에서 신약성경의 교수이자 안수 목사인 폴 펠릭스와 발보아 매그넛 초등학교에서 교사를 지낸 말린의 딸이다.  그녀의 오빠 웨스 펠렉스도 또한 단거리달리기 선수이다.  또한 200m를 달린 그는 2002년 미국 주니어 선수권에서 우승하고 서던캘리포니아 대학교를 위하여 달리는 동안에 2003년과 2004년 팩텐 챔피언이었다.  웨스는 이제 자신의 여동생을 위한 대리로서 활약하고 있다.

## 고등학교 시절
펠릭스는 캘리포니아주 노스힐스에 있는 로스앤젤레스 침례교 고등학교에서 수학하였으며 5 피트 6 인치에 125 파운드에 마른 다리를 가진 이유로 "닭다리"라는 별명이 붙었다.  그러나 펠릭스의 연약함이 아직도 고등학교에서 수학하는 동안에 체육관에서 힘과 달리기에서 자신의 속도와 함께 가망성이 보였다.
펠릭스는 9등급에서 달리기를 위하여 시도한 후에 자신의 육상 재능들을 발견하기 시작하였다.  첫 시도를 한지 겨우 10주 후에 그녀는 CIF 캘리포니아 주립 대회에서 200m 9위를 하였다.  다가오는 시즌들에서 그녀는 대회의 5회 우승자가 되었다.  2003년 그녀는 트랙 앤드 필드 뉴스에 의하여 국내 소녀들의 "올해의 고등학교 선수"로 임명되었다.  시니어로서 펠릭스는 미국 실내 육상 선수권 대회에서 200m 2위를 하였다.  몇달 후에 멕시코시티에서 50000명의 팬들 앞에서 그녀는 22.11초를 달려 고등학생 소녀를 위한 사상 가장 빨랐다.
2003년 졸업하여 아디다스와 함께 프로 계약을 맺는 데 대학 자격을 보유하면서 큰 표제들을 만들었다.  아디다스는 그녀에게 발표되지 않은 금액을 내고 서던캘리포니아 대학교에 그녀의 대학 수업을 올렸다.  그녀는 초등 교육 학위와 함께 졸업하였다.

## 프로 경력

### 초기 경력
18세의 나이로 펠렉스는 2004년 아테네 올림픽에서 자메이카의 베로니카 캠벨에게 밀려 200m 은메달을 땄으며, 22.18초의 자신의 시간과 함께 200m에 세계 주니어 기록을 세웠다.
2005년 헬싱키에서 열린 세계 육상 선수권 대회에서 펠릭스는 200m 금메달을 따는 데 최연소 선수가 되었고, 그러고나서 2년 후 오사카에서 자신의 타이틀을 성공적으로 유지하였다.  오사카에서 펠릭스는 굽이에서 베로니카 캠벨을 사로 잡아 21.81초로 끝내면서 0.37초로 자신의 시즌을 이끄는 소유 기록을 낮추었다.  그녀는 세계 육상 선수권 대회에서 200m 3연승을 하는 데 1983년 마리타 코흐에 이어 2번째 여성 선수가 되었다.

### 2008 ~ 09

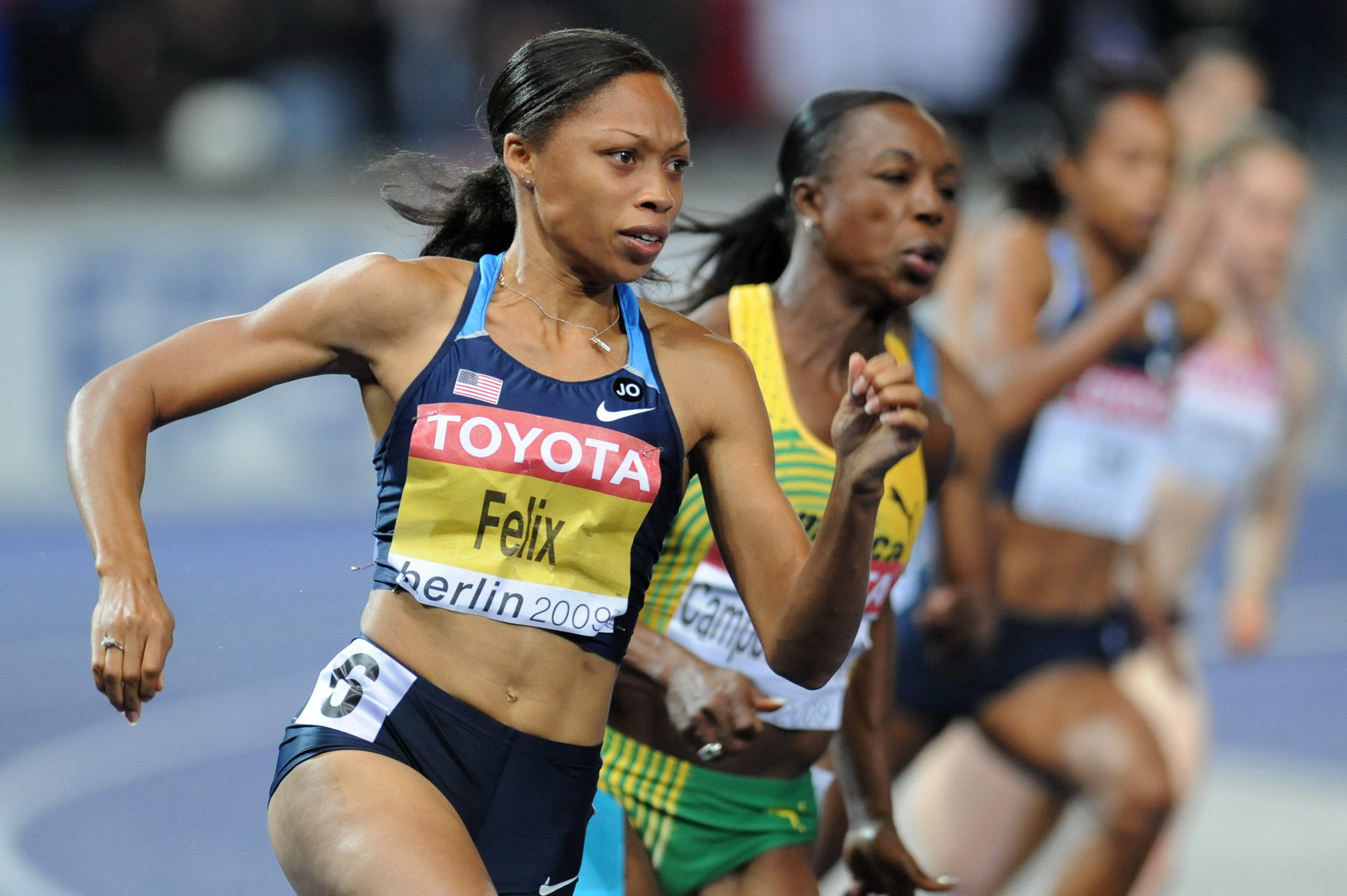
2009년 세계 육상 선수권 대회 200m 결승전에서

펠릭스는 2008년 올림픽 선발 시합에서 200m에 나가는 동안에 베이징 올림픽에 나가는 데 합격하였으나 100m를 위한 합격 만을 놓쳤다.  하지만 베이징 올림픽에서 200m를 21.93초와 함께 자신 시즌의 최고 시간을 달렸음에 불구하고 펠릭스는 또다시 캠벨에게 밀려 2위를 하였다.  그녀는 또한 미국 여성 팀의 일원으로서 4x400m 계주를 달리기도 하였다.  팀은 1위를 하여 펠릭스에게 그녀의 첫 올림픽 금메달을 주었다.
2009년 세계 육상 선수권 대회으로 강화에서 펠릭스는 12년 만에 가장 빠른 여성의 스프린트 릴레이를 달린 미국 4x100m 계주 팀의 일부였다.  로린 윌리엄스, 펠릭스, 무나 리와 카멜리타 지터는 41.58초와 함께 완료하여 사상 명단에 그들을 8위로 놓았다.  23세의 나이로 2009년 펠릭스는 여성 단거리달리기에서 전에 없던 성과인 자신의 3번째 200m 세계 선수권 금메달을 획득하였다.  그녀는 22.02초를 세워 편안하게 베로니카 캠벨브라운을 꺾었다.

### 2010 ~ 11
2010년 펠릭스는 400m 경주를 달리는 데 더욱 전념하였다.  200m와 400m를 달린 그녀는 같은 해에 2개의 IAAF 다이아몬드리그 트로피를 수상하는 데 처음이자 마지막 선수가 되었다.  그녀는 22개의 출발들 중에 21개를 우승하여 지속적으로 자신의 지배를 하였고 뉴욕에서 베로니카 캠벨브라운에게 단 하나를 패하였다.  부수적으로 캠벨브라운이 21.98초의 세계 지도적 시간을 세운 일이 있었다.  2011년 펠릭스는 5월 15일 맨체스터의 거리들에서 열린 "그레이트시티 게임"에 참석하였다. 200m에서 그녀가 22.12초의 세계 지도적 시간을 세운 일이 있었으며, 그녀는 또한 100m 경주에서 10.89초를 달리기도 하였다.
대구에서 열린 2011년 세계 육상 선수권 대회에서 펠릭스는 200m와 400m 종목들은 물론, 400m와 4x400m 계주 종목에도 참가하였다.  처음은 그녀가 결승전에서 3번째 레인에 놓여 자신이 시즌을 통하여 꺾은 우승자 어맨틀 몬트쇼의 0.03초 뒤로 밀려 49.59초의 기록과 함께 2위를 한 400m 종목이었다.  200m 결승전에서 또한 3번째 레인에서 달린 펠릭스는 피로에 인하여 22.42초의 표준 아래 시간과 함께 3위를 하였다.  베로니카 캠벨브라운이 금메달을 따고, 카멜리타 지터가 은메달을 땄다.  릴레이 종목들에서 펠릭스는 400m와 1600m 양종목에서 2번째 주자로 달렸다.  미국 팀은 양종목을 우승하였고, 그녀가 자신의 수집에 2개의 세계 육상 선수권 금메달을 추가하면서   양결승전에서 세계 지도적 시간들을 달성하였다.

### 2012 ~ 13

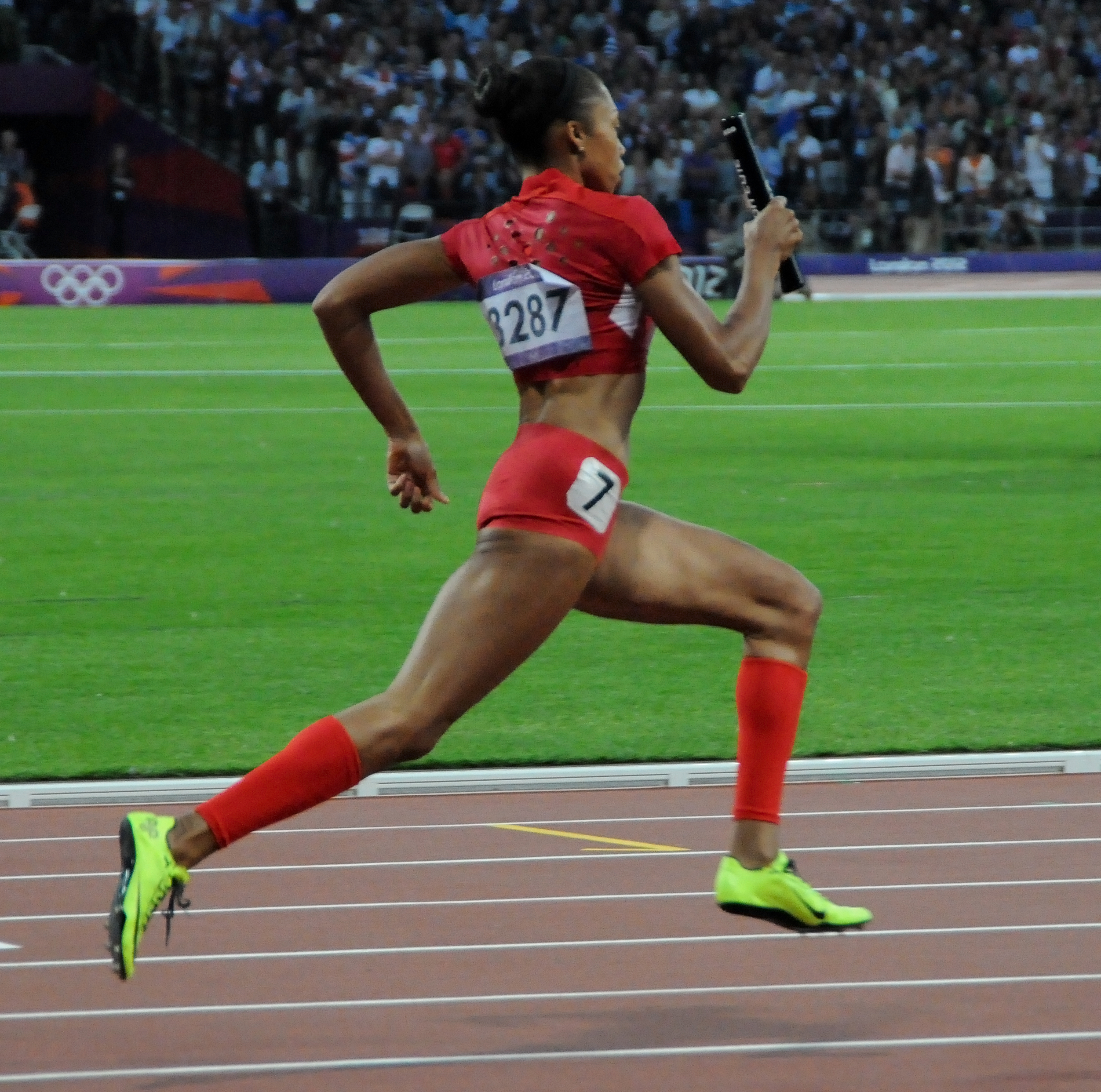
2012년 런던 올림픽 4x400m 계주 결승전에서 2번째 주자로 달리는 펠릭스

2012년 펠릭스는 올림픽 선발 시합에 돌아왔으며, 그녀는 100m를 선택하여 결승전으로 진출하여 100m 팀의 일부로서 런던 올림픽으로 가는 데 톱 3의 완료 선수들 중의 하나였다.  결승전에서 그녀는 11.01초를 달려 3위를 하는 데 충분하였으나 논쟁이 없이는 아니었다.  공무원들은 시초적으로 경험이 없는 제니바 타모를 우승자로 선언한 후에 경주를 지배하였다.  타모와 펠릭스 사이에 3번째 장소를 위한 결승전이 있었으나 타모라는 7월 2일 월요일을 위해 스케줄이 정해진 100m 결승전을 철수하여 결승적 100m 장소를 펠릭스에게 인정하였다.
올림픽 선발 시합에서 200m 결승전에서 펠릭스는 개인 최고이자 대회 기록 21.69초를 달려 미국 선수가 달린 3번째로 가장 빠른 시간이자, 4번째로 가장 빨랐다.  카멜리타 지터와 샤나 리처즈로스는 각각 2위와 3위를 하였다.
2012년 런던 올림픽에서 펠릭스는 4개의 종목들에 나갔다 - 100m와 200m 경주, 400m와 4x400m 계주.  100m에서 5위를 하고 다른 3개의 종목들에서 금메달을 획득하여 1988년 서울 올림픽에서 플로렌스 그리피스조이너 이래 단 하나의 올림픽에서 3개의 금메달을 획득하는 데 첫 미국 여성 선수가 되었다.  자신의 첫 결승전 100m에서 4위를 하여 10.89초의 개인 최고 기록을 달렸다.  이전 2개의 올림픽에서 자신의 자메이카인 라이벌 베로니카 캠벨브라운에게 패한 경주인 200m 결승전에서 그녀가 캠벨브라운과  또한 2위로 들어온 100m 2연승 선수 셸리앤 프레이저프라이스를 꺾으면서 3번째 행운을 증명하였다.  미국의 동료 선수 지터는 동메달을 땄다.
펠릭스는 8월 10일 티애나 매디슨, 비앙카 나이트, 지터와 함께 여자 4x100m 계주 팀의 일부로서 다시 트랙으로 나갔다.  4명으로 이루어진 팀은 1985년 10월 동독에 의하여 세워져 오랫동안 보유된 41.37초의 세계 기록을 깨러 갔다.
8월 11일 육상의 마지막 밤에 펠릭스는 디디 트로터, 프랜시나 매코러리와 사냐 리처즈로스와 함께 이룬 4x400m 계주 팀의 2번째 주자로 달렸으며, 3분 16.87초의 우승 시간과 함께 서울 올림픽에서 소련과 미국에 이어 올림픽 역사상 3번째로 가장 빨랐으며, 전체로서 5번째로 가장 빠른 시간이었다.
모스크바에서 열린 2013년 세계 육상 선수권 대회에서 펠릭스는 200m에 들어갔고 릴레이 결승전들에서 또한 나가는 데 기대되었으나 200m 결승전에서 햄스트링 부상으로 기권하였다. 경주는 셸리앤 프레이저프라이스에 의하여 우승되었다.

### 2014
햄스트링 부상의 이유로 9달간 시합 중지 기간 이후, 펠릭스는 2014년 5월 상하이에서 열린 다이아몬드리그에서 400m를 다시 시작하여 50.81초와 함께 5위를 하였다.  그녀는 후에 유진에서 열린 다이아몬드리그에서 200m에 나가 시즌의 최고 기록 22.44초와 함께 3위를 하였다.  오슬로에서 열린 다이아몬드리그에서 22.73초와 함께 시즌의 자신의 첫 우승을 위하여 200m 1위를 하였다.  그녀는 후에 파리와 글래스고에서 열린 다이아몬드리그에 나가기도 하였다.
파리에서 그녀는 다시 22.34초와 자신 시즌의 최고 기록을 달려 22.32초와 달린 나이지리아의 블레싱 오카그바레 만에게 밀렸다.  글래스고에서 22.34초의 국내 기록을  세운 그녀는 네덜란드의 다프네 스히퍼르스에게 패하였다.  펠기릭스는 그녀에게 0.01초 만의 뒤였다.  펠릭스는 후에 스톡홀름 다이아몬드리그에 나가 22.85초와 함께 경주를 우승하였다.  결과에서 그녀는 200m의 다이아몬드리그 기립들에서 선두를 차지하였다.  벨기에 브뤼셀에서 열린 시즌의 마지막 다이아몬드리그 대회에서 그녀는 22.02초의 세계 지도적 시간과 함께 경주를 우승하였으며, 다이아몬드 경주를 우승하기도 하였다.

### 2015
2014년 IAAF 다이아몬드리그 200m 타이틀의 우승 선수로서 펠릭스는 2015년 세계 육상 선수권 대회로 작별을 받았다.  2015년 미국 실외 육상 선수권 대회로 들어갈 의무가 있었으나 200m를 달리는 데 필요하지 않았던 그녀는 400m를 달리기로 선택하였다.  그녀는 자신의 10번째 미국 선수권을 위하여 종목을 50.19초로 우승하여, 완료하기 전에 나타샤 헤이스팅스를 지나는 데 100m가 남으면서 4위로부터 왔다.  국내 선수권은 또한 세계 육상 선수권 대회를 위하여 합격하지 않은 당시 세계 1위의 프랜시나 매코러리와 세계 2위의 사냐 리처즈로스를 보았으며, 400m를 달리는 데 펠릭스를 선택하였다.
세계 육상 선수권 대회를 위한 스케줄은 200m 준결승전이 있은지 1시간 후에 일어난 400m 결승전을 가져 양종목에서 세계 선수권 수준으로 상연하는 데 사실상 불가능하게 만들었다.  7월 1일로 봐서 펠릭스는 400m와 200m 양종목에서 가장 빠른 파종기를 가졌다.  이 일은 세계 선수권에서 그녀가 어떤 종목으로 자신의 노력을 놓는 데 펠릭스를 어려운 선택으로 놓았다.
결국 펠릭스는 400m에 전념하기로 선택하여 결승전에서 49.26초의 개인 최고 기록과 함께 그 종목에서 자신의 첫 금메달을 획득하였다.  그러면서 펠릭스는 200m와 400m에서 세계 타이틀을 우승하는 데 첫 여성 선수가 되었으며, 추가적으로 그녀는 이제 가장 많은 세계 선수권 금메달을 획득하였으며, 총계로 여러 미국 선수들 중에 가장 많은 세계 선수권 메달을 획득하였다.  후기에 그녀는 4x100m 계주와 4x400m 계주에서 2개의 은메달을 땄다.  후기의 경주에서 펠릭스는 선두로 달리는 자메이카 팀에게 큰 부족을 가진 동안에 배턴을 받았다.  그녀는 그러고나서 자신의 시간을 47.72초로 달려 최종적 패스가 있기 전에 미국 팀을 위한 선두를 다시 얻었다.  마지막 주자로 달린 프랜시나 매코러리는 선두에 버티지 못하여 마지막 미터에서 노블린 윌리엄스밀스에 의하여 빼앗겼다.

### 2016

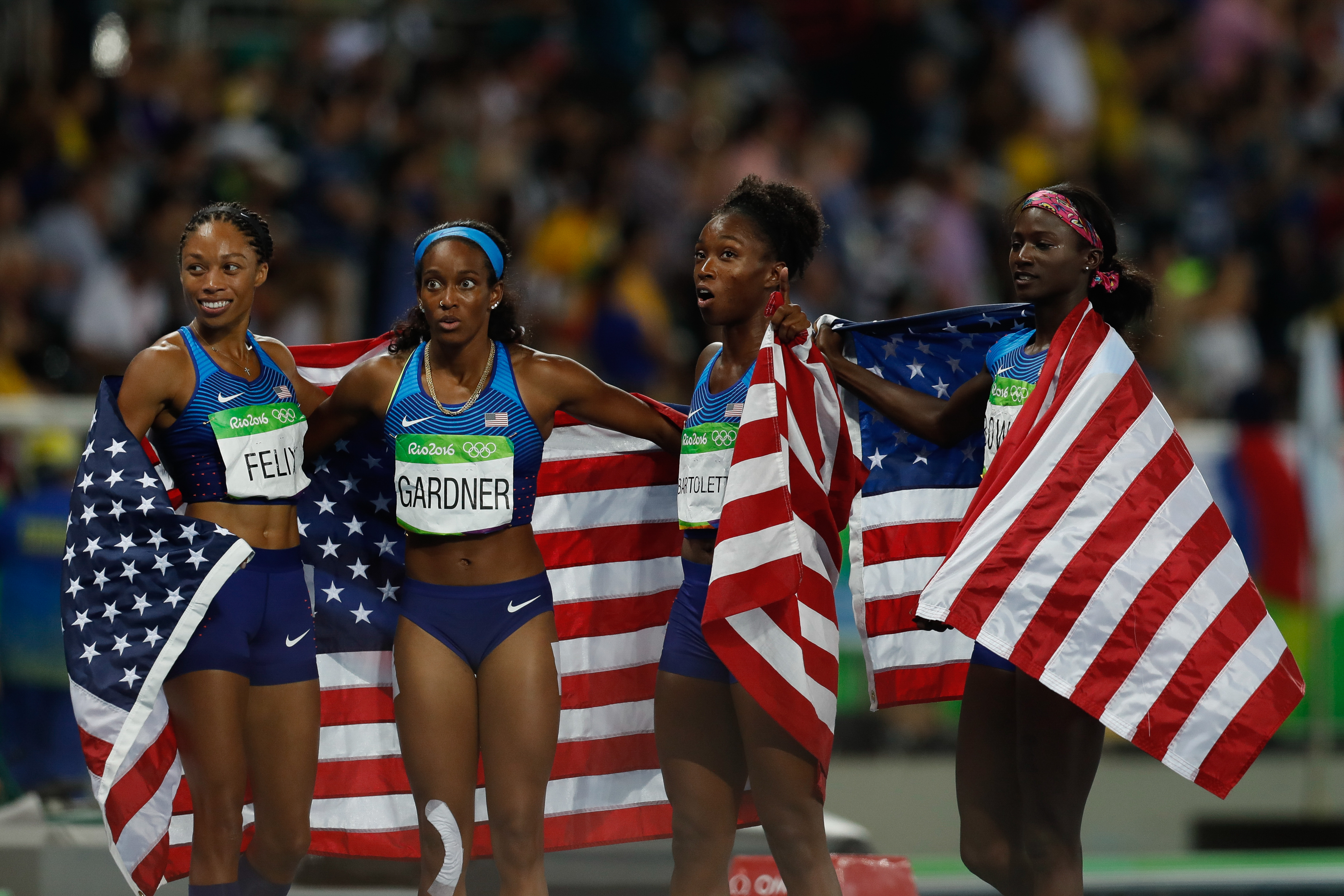
2016년 리우데자네이루 올림픽에서 4x100m 계주 우승 팀과 함께

펠릭스는 2016년 비특색적으로 느린 출발을 하였다.  4월 체육관에서 운동 중에 그녀는 턱걸이대로부터 떨어져 어색하게 상륙하여 자신의 오른쪽 발목이 삐고 다수의 인대가 부러졌다.  결과로서 그녀는 간신히 걸을 수 있었고 자신의 훈련 계획으로 전향하였다.  그녀는 도하에서 열린 다이아몬드리그에서는 물론 프레폰테인 클래식에서 달리는 데 흑평하였으나 양대회에서 기권하였다.  6월 초순에 그녀는 샌디에이고 대회에서 400m를 51.23초로 달렸다.
아직도 부상을 입은 동안에 그녀는 오리건주 유진에서 열린 2016년 올림픽 선발 시합에 나가 200m와 400m에서 리우데자네이루 올림픽을 위하여 시도하였다.  400m 결승전에서 그녀는 300m 이후에 경주의 중간에 있었으나 49.86초의 세계 지도적인 시간을 당기려고 마지막 남은 100m를 재빠르게 달렸다.  그러고나서 200m 결승전에서 그녀는 팀에 3번째 위치를 차지하는 데 줄을 가로지른 제나 프랜디니에 의하여 좁게 쫓아내져 프랜디니가 펠릭스를 0.01초 차이로 꺾었다.  그일과 함께 펠릭스는 200m-400m 2개 종목을 우승하려는 시도에 기회를 잃었다.  그녀는 올림픽을 위하여 준비하는 동안에 7월의 나머지와 8월의 초순을 자신의 발목을 고치는 데 시간을 더 보냈다.
2016년 리우데자네이루 올림픽에서 펠릭스는 자신의 전체 올림픽 메달 9개 - 6개의 금메달과 3개의 은메달을 차지하였다.